# Покровск (Украина)
Покро́вск (укр. Покровськ; до 1934 года — Гри́шино, до 1938 года — По́стышево, до 1962 года — Красноарме́йское, до 2016 года — Красноарме́йск) — город в Донецкой области Украины, административный центр Покровского района и Покровской городской общины. Центр Покровской агломерации с населением 379,5 тыс. чел. в 2022 году. До укрупнения одноимённого района в 2020 году был его центром.
Покровск — один из центров угольной промышленности Украины. «Покровскуголь» производит более 1,9 млн тонн коксующегося угля, от которого критически зависят украинские сталелитейные заводы ArcelorMittal в городе Кривой Рог. Покровское шахтоуправление управляет крупнейшей угольной шахтой Украины «Красноармейская-Западная № 1» с добычей 8 млн тонн из 24,9 млн тонн угля, добываемого на Украине. В городе развита также машиностроительная отрасль и производятся динасовые огнеупорные изделия.
Город — один из основных транспортных узлов Донбасса, включая узловую железнодорожную станцию Покровск с сортировкой и депо. Через город проходит Европейский маршрут E50 континентального значения, к нему в городе подключены развязками сразу нескольких других автотрасс. Важнейшими из которых является дорога ТО-504, которая соединяет Е50 с автотрассой Н-20 на Славянск, и дорога ТО-515, которая соединяет Е50 с автотрассой Н15 на Курахово. Дорога ТО-406 ведёт в сторону Запорожья.

## История

### 1884—1917
Первоначальное название Гришино происходит от названия ближайшего в то время волостного центра Гришино Бахмутского уезда. Станция Гришино (Покровск) Екатерининской железной дороги строилась для вывоза угля с ближайших рудников и находилась на расстоянии от него за 7,9 версты (8,5 км). По состоянию на 1886 год в бывшей государственной деревне, центре Гришинской волости, проживало 4135 человек. К 1913 году численность населения поселка у станции Гришино составляло около 4500 человек. После Февральской революции 1917 года посёлок получил статус города.

### 1918—1991
7 сентября 1934 года сменилось название станции на Постышево, в честь П. П. Постышева, но уже в марте 1938 года, после его ареста, Постышево было переименовано в посёлок городского типа Красноармейское, который 27 октября 1938 года был преобразован в город.
Великая Отечественная война
В ходе Великой Отечественной войны 19 октября 1941 года город был оккупирован немецкими войсками. В период оккупации здесь были созданы три концентрационных лагеря.
11 февраля 1943 года в ходе Ворошиловградской операции он был временно освобождён советскими войсками Юго-Западного фронта. Через неделю (20 февраля) снова занят немцами. Окончательно освобождён 7 сентября 1943 года войсками Юго-Западного и Южного фронтов в ходе Донбасской операции:
Послевоенное время
В 1952 году здесь действовали угольные шахты, предприятия по обслуживанию железнодорожного транспорта, крупный динасовый завод им. Ф. Э. Дзержинского. В 1959 году начал работу Красноармейский завод крупнопанельных блоков, и в городе развернулось промышленное и жилищное строительство. 30 декабря 1962 года город стал городом областного подчинения Красноармейск.
В 1972 году здесь действовали крупные угольные шахты (№ 1 «Центральная», «Краснолиманская», «Родинская», имени Г. Димитрова, имени Т. Г. Шевченко и другие).
В 1970-е годы были построены молокозавод, мясокомбинат и шахта «Красноармейская-Западная № 1».
В 1989 году население города составляло 72,9 тысячи человек, основой экономики были добыча каменного угля, производство электродвигателей и огнеупоров.

### После 1991
В мае 1995 года Кабинет министров Украины утвердил решение о приватизации находившихся в городе завода «Электродвигатель», АТП-11411, АТП-11464, нефтебазы, ремонтно-транспортного предприятия, райсельхозхимии, в июле 1995 года было утверждено решение о приватизации завода «Стройдеталь», хлебокомбината и совхоза.
В мае 2015 года было принято решение о ликвидации шахты «Родинская» и консервации шахты им. Димитрова.
В мае 2016 года в рамках проводимой политики декоммунизации Верховная Рада Украины переименовала город в Покровск, как и шахту «Красноармейская-Западная № 1» в «Покровскую». Новое название городу и шахте дал Свято-Николо-Покровский храм постройки 2003—2006 годов.

#### Вторжение России на Украину
Через Покровск происходит снабжение украинских войск в городах Часов Яр и Константиновка.
Летом 2024 года ВС РФ начали наступление на город. В ходе войны, город был значительно разрушен. К марту 2025 года ВС РФ потеряли контроль над некоторыми территориями под Покровском.  

## Население
На январь 2025 года в городе проживало около 7200 человек.
| Год  | Количество жителей |
| ---- | ------------------ |
| 1897 | 2597               |
| 1923 | 8203               |
| 1927 | 11335              |
| 1933 | 16500              |
| 1937 | 25400              |
| 1939 | 29617              |
| 1956 | 41100              |
| 1959 | 47974              |
| 1964 | 51000              |
| 1965 | 52000              |
| 1970 | 55044              |
| 1979 | 59864              |
| 1987 | 70000              |
| 1989 | 72859              |
| 1992 | 73800              |
| 1994 | 74500              |
| 1998 | 70600              |
| 2002 | 69154              |
| 2003 | 68308              |
| 2004 | 67834              |
| 2005 | 67259              |
| 2006 | 66912              |
| 2007 | 66550              |
| 2008 | 66272              |
| 2009 | 65928              |
| 2010 | 65773              |
| 2011 | 65447              |
| 2012 | 65325              |
| 2013 | 64895              |
| 2014 | 64533              |
| 2015 | 64251              |
| 2016 | 63635              |
| 2017 | 63437              |
| 2018 | 62981              |
| 2019 | 62449              |
| 2020 | 61770              |
| 2021 | 61161              |
| 2022 | 60127              |

Данные переписи населения 2001 года:
| №     | Национальность | Количество | Уд. вес (%) |
| ----- | -------------- | ---------- | ----------- |
| 1.    | Украинцы       | 62 158     | 76,23       |
| 2.    | Русские        | 18 299     | 22,44       |
| 3.    | Белорусы       | 558        | 0,68        |
| 4.    | Армяне         | 307        | 0,38        |
| 5.    | Азербайджанцы  | 215        | 0,26        |
| 6.    | Поляки         | 1          | 0,001       |
| Всего | Всего          | 81 538     | 100         |

### Языковой состав
Родной язык населения по данным переписи 2001 года:
| Язык       | Численность, чел. | Доля     |
| ---------- | ----------------- | -------- |
| Украинский | 27 080            | 39,39 %  |
| Русский    | 41 132            | 59,84 %  |
| Другое     | 528               | 0,77 %   |
| Итого      | 68 740            | 100,00 % |

Украинский язык является официальным языком города.

## Экономика
На территории города находятся 20 предприятий шести основных отраслей промышленности. Угольная промышленность (работают шахта «Краснолиманская» и ПАО «Шахтоуправление „Покровское“» (ранее ОАО «Угольная компания Шахта „Красноармейская-Западная № 1“») — добыча угля в 2005 году — 6241 тысяч тонн.
Покровск известен промышленными предприятиями, включая Покровский машиностроительный завод, Красноармейский завод «Электродвигатель», Красноармейский динасовый завод, Красноармейский комбинат крупнопанельного домостроения, Красноармейский ремонтно-механический завод, Красноармейский литейно-механический завод, «Донецксталь» и многие другие. Из лёгкой и пищевой промышленности в городе работала Красноармейская швейная фабрика и Красноармейский хлебозавод.
Кроме этого, в городе работали
- Вагонное депо (ул. Шмидта);
- ЧАО «Метинвест ПокровскУголь» («Метинвест ПУ»; ул. Защитников Украины);
- Бизнес-центр ООО «Красноармейский электромеханический завод» (микрорайон «Южный»);
- Локомотивное депо.

## Транспорт
Железнодорожный узел Покровск.

## Достопримечательности
- Мемориал — братская могила советских воинов, погибших во время Великой Отечественной войны;
- Центральная городская библиотека имени Т. Г. Шевченко;
- Покровский индустриальный институт Донецкого национального технического университета[a];
- Дворец культуры ОАО «Шахта Красноармейская-Западная № 1»;
- Центр творчества и досуга молодёжи;
- Клуб имени Комарова;
- Покровский профессиональный лицей;
- Покровская ЦРБ;
- Узловая больница на станции Покровск;
- Покровский педагогический колледж;
- Спорт комплекс Металлург;
- Памятник дважды Герою Советского Союза Маршалу СССР К. С. Москаленко;
- Памятники «афганцам» и «чернобыльцам»;
- Парк «Юбилейный»;
- Памятник Т. Г. Шевченко.

## Социальная сфера
Историко-краеведческий музей. Индустриальный институт ДонНТУ, педагогическое училище, горно-технический лицей. В городе располагается зелёный массив на 80 га, 11 дворцов культуры, 6 больниц и 8 поликлиник, 12 школ, 93 библиотеки.

### СМИ
Газеты
- «Маяк» (с 1920 года);
- «Телескоп» (с 1990-х годов).

Телевидение
- «Орбита»;
- «Капри».

## Религия
В Покровске расположен центр Покровского благочиния Донецкой епархии Украинской православной церкви Московского патриархата — храм в честь Святителя Николая Чудотворца, а также другие храмы, входящие в это благочиние: Свято-Владимирский, Свято-Николо-Покровский, Свято-Серафимовский, Свято-Михайловский, Свято-Пантелеимоновский, Свято-Иоанно-Златоустовский, Казанской иконы Божией Матери, Святых Равноапостольных Константина и Елены, Свято-Андреевский, Святителя Василия Великого. В городе также действуют Церковь Христиан Адвентистов Седьмого Дня, Церковь христиан веры евангельской и Церковь Христиан баптистов.

## Памятники
26 апреля 2011 года в парке культуры и отдыха «Юбилейный» открыли памятник ликвидаторам аварии на Чернобыльской АЭС.
23 апреля 2012 года на улице Ленина (ныне Прокофьева), около бывшего горкома партии[какой?], по инициативе КПУ был открыт бюст Ленину. Позднее памятник был демонтирован в ходе декоммунизации. 27 августа 2018 года перед главным входом в парк «Юбилейный» открыли памятник Николаю Леонтовичу. 13 октября 2019 года на площади Шибанкова открыли памятник Т. Г. Шевченко.

## Города-побратимы
- Зугдиди (Грузия)[51] (недоступная ссылка).